# 大平剛
大平 剛（おおだいら ごう、1984年9月10日 - ）は、日本のプロボクサー。第26代日本ミニマム級王者。花形ボクシングジム所属。

## 人物
神奈川県川崎市で生まれ、後に横浜市に移住。兄2人もプロボクサーで長兄は大橋ジムに所属した大平淳、次兄は北澤ジム所属の大平卓。法政大学第二高等学校3年でボクシングと出会い、法政大学在学中にライセンス取得。

## 来歴
2006年2月8日、後楽園ホールで大竹雄大と対戦し、4回1-1（39-38、37-39、39-39）の判定でデビュー戦を引き分けた。
2006年9月4日、後楽園ホールで高島昌良と対戦し、4回3-0（40-37、39-37、39-38）の判定勝ちを収めプロ初勝利を飾った。
2006年12月15日、横浜文化体育館で太田光亮と対戦し、4回3-0（3者共に39-38）の判定勝ちを収めた。
2009年5月22日、後楽園ホールで保科芳和と対戦し、プロ初黒星となる4回0-3（36-40、2者が37-39）の判定負けを喫し2年5ヵ月ぶりの試合を勝利で飾れなかった。
2009年10月10日、国立代々木競技場第二体育館でこの試合がデビュー戦となった安慶名健と対戦し、4回1-2（37-39、38-39、39-38）の判定負けを喫した。
2010年4月6日、後楽園ホールで濱田健一郎と対戦し、4回3-0（2者が40-37、39-38）の判定勝ちを収めた。
2010年9月28日、後楽園ホールで原隆二と対戦し、4回0-3（2者が37-40、38-39）の判定負けを喫した。
2011年4月26日、後楽園ホールで田村瑞樹とライトフライ級4回戦で対戦し、4回3-0（3者共に40-37）の判定勝ちを収めた。
2011年9月24日、つくばカピオで鈴木翔とライトフライ級6回戦で対戦し、6回3-0（2者が58-56、57-56）の判定勝ちを収めた。
2012年4月10日、後楽園ホールで嶋津健人とミニマム級6回戦で対戦し、6回1-1（58-57、57-58、57-57）の判定で引き分けた。
2012年7月3日、後楽園ホールで栗原俊博とライトフライ級5回戦で対戦し、プロ初のKO勝ちとなる5回2分3秒TKO勝ちを収めた。
2012年10月8日、後楽園ホールで日本ミニマム級7位の安慶名健とミニマム級8回戦で対戦し、7回37秒1-1（66-67、67-66、67-67）の負傷判定で引き分けた。安慶名との3年ぶりの再戦は自身3度目の引き分けとなった。
2012年12月14日、後楽園ホールでWBC世界ミニマム級15位の國重隆と48.5 Kg契約6回戦で対戦し、6回3-0（59-56、58-56、58-57）の判定勝ちを収めた。大平は東日本ボクシング協会の2012年12月度の月間新鋭賞に選出された。
2013年6月2日、ふじさんめっせでOPBF東洋太平洋ミニマム級11位・日本ミニマム級2位として北原和馬とミニマム級8回戦で対戦し、8回3-0（80-71、79-72、79-73）の判定勝ちを収めた。
2014年1月17日、後楽園ホールで行われたチャンピオンカーニバルに於いて原隆二の王座返上に伴う日本ミニマム級王座決定戦でOPBF東洋太平洋ミニマム級4位・日本ミニマム級1位としてOPBF東洋太平洋ミニマム級8位・日本ミニマム級2位の多打魔炸獅と対戦し、10回3-0（99-92、2者が98-92）の判定勝ちを収めプロ15戦目にして悲願の日本王座獲得に成功した。大平は東日本ボクシング協会の2014年1月度の月間敢闘賞に選出された。
2014年6月9日、後楽園ホールで日本ミニマム級1位の岩橋裕馬と対戦し、10回2-0（97-93、96-94、95-95）の判定勝ちを収め、日本王座の初防衛に成功した。
2014年11月15日、WBO世界ミニマム級2位にランクインした。
2014年11月25日、フランシスコ・ロドリゲス・ジュニアの王座返上に伴い空位となったIBF世界ミニマム級王座決定戦をIBF世界ミニマム級3位の高山勝成と行うと発表した。
2014年12月31日、大阪府立体育会館でIBF・WBO世界ミニマム級王座決定戦を高山勝成と行い、レフェリーストップによる7回2分24秒TKO負けを喫しIBF、WBO王座の獲得に失敗した。
2015年3月26日、後楽園ホールで日本ミニマム級1位の岨野豊と対戦し、10回3-0（3者とも96-94）の判定勝ちを収め再起と共に日本王座の3度目の防衛に成功した。
2015年9月1日、日本ミニマム級王座を返上した。
2016年3月3日、ナコーンラーチャシーマー県でWBC世界ミニマム級王者ワンヒン・ミナヨーティンと対戦し、5回2分TKO負けを喫しまたも王座獲得に失敗した。
2016年12月14日、ナコーンラーチャシーマー県でスファキット・カンファと50.0kg契約8回戦を行い、8回判定勝ちを収め再起した。
2017年2月7日、WBA世界ミニマム級15位にランクインした。
2017年3月1日、チョンブリー県でWBA世界ミニマム級王者のノックアウト・CPフレッシュマートと対戦し、5回1分7秒TKO負けを喫しまたも王座獲得に失敗した。

## 戦績
- プロボクシング：22戦 13勝（1KO） 6敗 3分

| 戦           | 日付           | 勝敗 | 時間    | 内容        | 対戦相手                         | 国籍 | 備考                             |
| ------------ | -------------- | ---- | ------- | ----------- | -------------------------------- | ---- | -------------------------------- |
| 1            | 2006年2月8日   | 引分 | 4R      | 判定1-1     | 大竹雄大（輪島S）                | 日本 | プロデビュー戦                   |
| 2            | 2006年9月4日   | 勝利 | 4R      | 判定3-0     | 高島昌良（横浜光）               | 日本 |                                  |
| 3            | 2006年12月15日 | 勝利 | 4R      | 判定3-0     | 太田光亮（大橋）                 | 日本 |                                  |
| 4            | 2009年5月22日  | 敗北 | 4R      | 判定0-3     | 保科芳和（横田S）                | 日本 |                                  |
| 5            | 2009年10月10日 | 敗北 | 4R      | 判定1-2     | 安慶名健（横浜光）               | 日本 |                                  |
| 6            | 2010年4月16日  | 勝利 | 4R      | 判定3-0     | 濱田健一郎（横浜さくら）         | 日本 |                                  |
| 7            | 2010年9月28日  | 敗北 | 4R      | 判定0-3     | 原隆二（大橋）                   | 日本 |                                  |
| 8            | 2011年4月26日  | 勝利 | 4R      | 判定3-0     | 田村瑞樹（ドリーム）             | 日本 |                                  |
| 9            | 2011年9月24日  | 勝利 | 8R      | 判定3-0     | 鈴木翔（角海老宝石）             | 日本 |                                  |
| 10           | 2012年4月10日  | 引分 | 6R      | 判定1-1     | 嶋津健人（野口）                 | 日本 |                                  |
| 11           | 2012年7月3日   | 勝利 | 5R 2:03 | TKO         | 栗原俊博（新日本北村）           | 日本 |                                  |
| 12           | 2012年10月8日  | 引分 | 7R 0:37 | 負傷判定1-1 | 安慶名健（横浜光）               | 日本 |                                  |
| 13           | 2012年12月4日  | 勝利 | 8R      | 判定3-0     | 國重隆（ワタナベ）               | 日本 |                                  |
| 14           | 2013年6月2日   | 勝利 | 8R      | 判定3-0     | 北原和馬（畑中）                 | 日本 |                                  |
| 15           | 2014年1月17日  | 勝利 | 10R     | 判定3-0     | 多打魔炸獅（TI山形）             | 日本 | 日本ミニマム級王座決定戦         |
| 16           | 2014年6月9日   | 勝利 | 10R     | 判定2-0     | 岩橋裕馬（森岡）                 | 日本 | 日本王座防衛1                    |
| 17           | 2014年9月24日  | 勝利 | 10R     | 判定3-0     | 山本浩也（全日本パブリック）     | 日本 | 日本王座防衛2                    |
| 18           | 2014年12月31日 | 敗北 | 7R 2:24 | TKO         | 高山勝成（仲里）                 | 日本 | IBF・WBO世界ミニマム級王座決定戦 |
| 19           | 2015年2月17日  | 勝利 | 10R     | 判定3-0     | 岨野豊（T&T）                    | 日本 | 日本王座防衛3                    |
| 20           | 2016年3月3日   | 敗北 | 5R 2:00 | TKO         | ワンヒン・ミナヨーティン         | タイ | WBC世界ミニマム級タイトルマッチ  |
| 21           | 2016年12月14日 | 勝利 | 8R      | 判定3-0     | スファキット・カンファ           | タイ |                                  |
| 22           | 2017年3月1日   | 敗北 | 5R 1:07 | TKO         | ノックアウト・CPフレッシュマート | タイ | WBA世界ミニマム級タイトルマッチ  |
| テンプレート |                |      |         |             |                                  |      |                                  |

## 獲得タイトル
- 第26代日本ミニマム級王座（防衛3）

## 受賞歴
- 東日本ボクシング協会 2012年12月度 月間新鋭賞
- 東日本ボクシング協会 2014年1月度 月間敢闘賞